# Bàrbara Radziwill

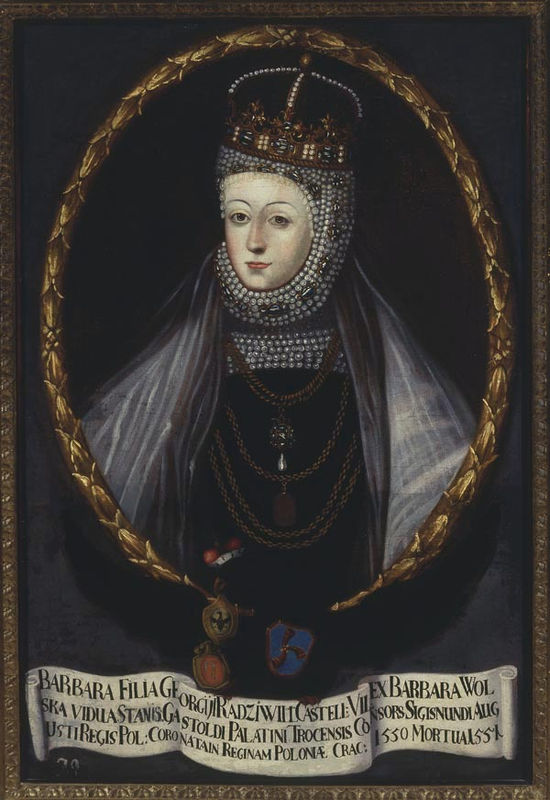
Bàrbara Radziwill.

Bàrbara Radziwill va néixer a Vílnius (Lituània) el 6 de desembre de 1520, va morir a Cracòvia (Polònia) el 8 de maig de 1551. Com a consort del rei Segimon II August va ser reina de Polònia i Gran Duquessa de Lituània.

## Familia
Era la filla del gran ataman del Gran Ducat de Lituània Jerzy Radziwill, i Bàrbara Koła, descendent de la reina Elisabeth de Pilcza Granowska -la tercera dona del rei Ladislau II Jagelló (polonès: Władysław II Jagiełło - rei de Polònia entre 1386 i 1434).
Segons els relats dels seus contemporanis, Bàrbara seria una de les més belles dones d'Europa: alta (1,62 cm), prima, rossa, amb ulls grandíssims amb els quals seduiria el rei. Hereditària la bellesa de la seva mare Barbara Koła. Parlava rus, polonès, lituà i sabia llatí.
Era famosa, com la seva mare, que tindria un romanç amb el pare de Segimon II August - Segimon I Jagelló el Vell, i la seva germana pels escàndols sexuals i nombrosos romanços.

## Vida
Després de la mort del seu primer marit Stanislas Gasztold vivia a Vílnius on va trobar el rei de Polònia, en aquella època casat amb Elizabeth d'Habsburg. El rei es va tornar boig de la vídua de Gasztold i poc temps després de la mort de la seva dona, es va casar en secret amb la seva amant. Aquest matrimoni va causar un gran escàndol entre la noblesa polonesa i no va ser acceptat per la mare del rei Bona Sforza, ja que esperava d'altres aliances amb cases regnants que li donessin un hereu a Polònia. El rei normalment fàcil d'influir aquesta vegada, com el seu besavi Ladislau II Jagelló enamorat d'Elisabeth de Pilcza Granowska, va resultar molt ferm en la seva decisió. Encara que Bàrbara va estar coronada i proclamada reina de Polònia l'1 de desembre de 1550, la seva felicitat no va durar gaire. El 8 de maig de l'any següent la reina va morir de càncer amb l'alegria dels seus enemics. El rei sumit en dolor extrem va complir la voluntat de la seva dona que no volia estar enterrada a Cracòvia i va traslladar al seu cos seguint-lo en el seguici fins a la capital del Gran Ducat de Lituània a Vílnius.
La vida, l'amor desgraciat i la mort de Bàrbara han inspirat diverses obres de la literatura del cinema i de la pìntura dels artistes polonesos i lituans, per exemple Jan Matejko.